# 横琴国际金融中心
珠海横琴国际金融中心（英語：Hengqin International Financial Center）简称横琴IFC是一座位于中国广东省横琴粵澳深度合作區上十字门中央商务区横琴片区近海金融岛上的一座超高层摩天大楼。该大厦为珠海市最高的摩天大楼。